# Вермільйон (парафія)
Шаблон:StateAbbr_ 29°49′ пн. ш. 92°19′ зх. д. / 29.81° пн. ш. 92.31° зх. д.
Округ  Вермільйон (англ. Vermilion Parish) — округ (парафія) у штаті  Луїзіана, США. Ідентифікатор округу 22113.

## Історія
Парафія утворена 1844 року.

## Демографія
За даними перепису 
2000 року 
загальне населення округу становило 53807 осіб, зокрема міського населення було 23263, а сільського — 30544.
Серед мешканців округу чоловіків було 26050, а жінок — 27757. В окрузі було 19832 домогосподарства, 14453 родин, які мешкали в 22461 будинках.
Середній розмір родини становив 3,16.
Віковий розподіл населення поданий у таблиці:
| Стать    | До 15 років | 15-21 | 22-29 | 30-39 | 40-49 | 50-65 | 65-85 | Понад 85 |
| -------- | ----------- | ----- | ----- | ----- | ----- | ----- | ----- | -------- |
| Чоловіки | 6304        | 2998  | 2488  | 3772  | 3833  | 3691  | 2687  | 277      |
| Жінки    | 6001        | 2942  | 2609  | 3972  | 3990  | 3935  | 3628  | 680      |

## Суміжні округи
- Акадія — північ
- Лафаєтт — північний схід
- Іберія — схід
- Камерон — захід
- Джефферсон-Девіс — північний захід

## Виноски
1. ↑  U.S. Decennial Census. United States Census Bureau. Архів оригіналу за 26 квітня 2015. Процитовано 2 вересня 2014.
2. ↑  Historical Census Browser. University of Virginia Library. Архів оригіналу за 11 серпня 2012. Процитовано 2 вересня 2014.
3. ↑  Population of Counties by Decennial Census: 1900 to 1990. United States Census Bureau. Процитовано 2 вересня 2014.
4. ↑  Census 2000 PHC-T-4. Ranking Tables for Counties: 1990 and 2000 (PDF). United States Census Bureau. Процитовано 2 вересня 2014.
5. ↑  State & County QuickFacts. United States Census Bureau. Архів оригіналу за 6 червня 2011. Процитовано 18 серпня 2013.(англ.) Наведено за англійською вікіпедією.
6. ↑  American FactFinder. Бюро перепису населення США. Архів оригіналу за 26 лютого 2012. Процитовано 31 січня 2008.

| США | Це незавершена стаття з географії США. Ви можете допомогти проєкту, виправивши або дописавши її. |